# Paul Etia Ndoumbè
Paul Etia Ndoumbè (ur. 20 kwietnia 1984 r.) – kameruński wioślarz, reprezentant Kamerunu w wioślarskiej jedynce podczas Letnich Igrzysk Olimpijskich w Pekinie.

## Osiągnięcia
- Igrzyska Olimpijskie – Pekin 2008 – jedynka – 28. miejsce[1][2].